# Paulo Pires

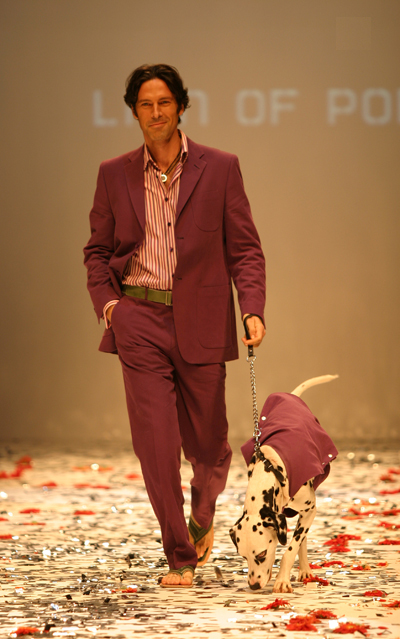
Paulo Pires auf dem Laufsteg der Portugal Fashion (Porto 2004)

Paulo Manuel Gonçalves Pires (* 26. Februar 1967 in Lissabon) ist ein portugiesischer Schauspieler und ehemaliges Model.

## Leben
Nach Wehrdienst und erfolgloser Bewerbung um einen Studienplatz der Psychologie arbeitete er im Alter von 21 Jahren, und auf Einladung von Freunden, erstmals als Model, bei einer Modenschau der Feira Internacional de Lisboa. Im Anschluss an seine folgende professionelle Model-Ausbildung (bei João Carlos) wurde er ein gefragtes Model, gelegentlich auch international. Nach kleineren Auftritten markierte seine Rolle in Cinco Dias, Cinco Noites (1996, Regie José Fonseca e Costa) den Beginn seiner Laufbahn im Kino. In der prämierten Verfilmung des autobiografischen Romans, den der bedeutendste portugiesische Kommunist Álvaro Cunhal unter dem Pseudonym Manuel Tiago schrieb, spielte Pires die Hauptrolle. Von nun an trat seine Model-Karriere zunehmend in den Hintergrund, während sich seine Auftritte im Film und vor allem im Fernsehen häuften.
Seine erste Rolle am Theater spielte er 1996, als Homosexueller in Kevon Elyots A minha Noite com Gil („Meine Nacht mit Gil“), am Teatro Aberto. Es folgten eine Reihe weiterer Auftritte, u. a. in J. M. Barries Peter Pan (1997 am Teatro São Luiz) und in Peter Shaffers Real Caçada ao Sol („Die königliche Jagd nach der Sonne“, 1999 am Teatro Nacional D. Maria II). Bei den Globos de Ouro 1997 wurde er als Theaterpersönlichkeit des Jahres ausgezeichnet.
Neben seinen Rollen im Fernsehen, insbesondere in Telenovelas und bei Galaauftritten, ist er als Schauspieler des Portugiesischen Films bekannt.
Pires ist verheiratet und Vater von zwei Töchtern.

## Filmografie
- 1993: Zéfiro; R: José Álvaro Morais
- 1994: Telhados de Vidro (Fernsehserie)
- 1996: Cinco Dias, Cinco Noites; R: José Fonseca e Costa
- 1996: Salsa Merengue (Fernsehserie)
- 1997: Riscos (Fernsehserie)
- 1997: Não Há Duas Sem Trés (Fernsehserie)
- 1998: Médico de Família (Fernsehserie)
- 1998: Terra Mãe (Fernsehserie)
- 1999: A Vida Como Ela É (Fernsehserie)
- 1999/2000: Jornalistas (Fernsehserie)
- 2000: Alta Fidelidade (Fernsehfilm); R: Tiago Guedes, Frederico Serra
- 2000: O Lampião da Estrela (Fernsehfilm); R: Diamantino Costa
- 2000: Aniversário (Fernsehfilm); R: Mário Barroso
- 2001: O Bairro da Fonte (Fernsehserie)
- 2001: Querido Professor (Fernsehserie)
- 2001: Ganância (Fernsehserie)
- 2002: Um Estranho em Casa (Fernsehserie)
- 2002: Les frangines (Fernsehfilm); R: Laurence Katrian
- 2002: Fúria de Viver (Telenovela)
- 2002/2003: O Olhar da Serpente (Fernsehserie)
- 2003: Faux frères, vrais juneaux (Fernsehfilm), R: Daniel Losset
- 2003: Saber Amar (Fernsehserie)
- 2003: O Fascínio; R: José Fonseca e Costa
- 2003–2005: Ana E os Sete (Fernsehserie)
- 2004: A Rapariga no Espelho; R: Pedro Fortes
- 2004: Maria E as Outras; R: José de Sá Caetano
- 2004: O Milagre segundo Salomé; R: Mário Barroso
- 2004: Les jumeaux oubliés (Fernsehfilm); R: Jérôme Cornuau
- 2004/2005: Los Serrano (Fernsehserie)
- 2005: Segredo (Fernsehserie)
- 2005: Inspector Max (Fernsehserie)
- 2005: Até Amanhã, Camaradas (TV-Mehrteiler); R: Joaquim Leitão
- 2005: 29 Golpes (Fernsehfilm); R: Jorge Paixão da Costa
- 2005: Os Serranos (Fernsehserie)
- 2006: Triângulo Jota (Fernsehserie)
- 2006: 7 Vidas (Fernsehserie)
- 2006: Fuera de control (Fernsehserie)
- 2006: Ellas y el sexo débil (Fernsehserie)
- 2006: Espírito de Natal (Fernsehfilm), R: Vítor Candeias
- 2007: Floribella (Fernsehserie)
- 2007: O Agente de Filipe II.; R: José Digo Gonçalves
- 2007/2008: Deixe-me Amar (Fernsehserie)
- 2008: Do Outro Lado do Mundo; R: Leandro Ferreira
- 2008: Casos da Vida (Fernsehserie)
- 2008: Um Amor de Perdição; R: Mário Barroso
- 2008/2009: Olhos nos Olhos (Fernsehserie)
- 2008/2009: Equador (Fernsehserie)
- 2009: Second Life; R: Miguel Gaudêncio, Alexandre Valente
- 2009: Os Mistérios de Lisboa or What the Tourist Should See; R: José Fonseca e Costa (Sprecher)
- 2009/2010: Meu Amor (Fernsehserie)
- 2010: Cachecol Vermelho; R: André Badalo
- 2011: Tita Cervesa, La baronesa (Fernsehserie)
- 2011/2012: Anjo Meu (Fernsehserie)
- 2012: Lines of Wellington – Sturm über Portugal; R: Valeria Sarmiento
- 2012: Un suave olor a canela; R: Giovanna Ribes
- 2012: Bairro Estrela Polar (Fernsehserie)
- 2012–2014: Doida por Ti (Fernsehserie)
- 2013–2014: Belmonte (Fernsehserie)
- 2013: Ein Sommer in Portugal (Fernsehfilm)
- 2013: Quarta Divisão; R: Joaquim Leitão
- 2014: O Bairro (Fernsehserie)
- 2015: A Uma Hora Incerta, R: Carlos Saboga
- 2015–2017: A Única Mulher (Fernsehserie)
- 2016: Zeus, R: Paulo Filipe Monteiro
- 2016: No Divã, R: Miguel Costa (Kurzfilm)
- 2016: Hunger Island, R: Hugo Morgado (Kurzfilm)
- 2017: „Mata Hari“ (Fernsehserie)
- 2017: Madre Paula (Fernsehserie)
- 2017: Alguém Como Eu, R: Leonel Vieira
- 2017–2018: A Herdeira (Fernsehserie)
- 2018: Linhas de Sangue, R: Sérgio Graciano, Manuel Pureza
- 2018: Caminhos Magnétykos, R: Edgar Pêra
- 2018: Rapiscimi, R: Giovanni Luca Gargano
- 2019: Portugal Não Está à Venda, R: André Badalo
- 2019: Quero-te Tanto!, R: Vicente Alves do Ó
- 2019: Prisioneira (Fernsehserie)
- 2020: Chamadas para a Quarentena (Fernsehserie)
- 2020: White Lines (Fernsehserie)